# Горохов, Иван Савинович
Иван Саввинович Горохов (? — 1689) — русский государственный деятель, дипломат и думный дьяк во времена царствования Алексея Михайловича, Фёдора Алексеевича и в правление Софьи Алексеевны при малолетних царях Ивана V и Петра I Алексеевичей.
Вероятно, что сын астраханца Савина Горохова, московского посланника в центрально-азиатские ханства (1641—1643), посланного в Бухару (1646).

## Биография
Воевода в Астрахани (1655—1657), дьяк в Астрахани (1657—1661), дьяк в приказе Калмыцких дел, вместе с князем Василием Григорьевичем Ромодановским (1661—1662), провёл сложные переговоры с правителем Калмыцкого ханства тайшой Мончаком о принятии калмыками русского подданства и совместной борьбы с Крымским ханством, закончившимися подписанием договора (1661). Дьяк Пушкарского приказа (1662—1668). Ездил с посольством боярина Афанасия Лаврентьевича Ордина-Нащокина на съезд с польскими послами в Курляндии (1668), впоследствии участвовал в посольстве по переговорам по заключению 2-го Андрусовского договора с Речью Посполитой (1669—1670). Дьяк Посольского приказа (май — июль 1670), попал в опалу и находился в ссылке в Тобольске (до 1676). Возвращён из ссылки царём Фёдором Алексеевичем и назначен дьяком Пушкарского приказа (1676—1677). Пожалован думным дьяком (1677—1686) и возглавлял Новую четь. Руководитель Поместного приказа (сентябрь 1678—1680). Вместе с бояриным Иваном Борисовичем Репниным возглавлял приказ Казанского дворца и Сибирский приказ (с декабря 1680). Ездил послом в Польшу (1684).
Владел поместьями в Епифанском и Данковском уездах.

## Семья
Сыновья:
- Иван Иванович — стольник (1688—1692), воевода в Саранске (1698), владелец населённого имения (1699).
- Андрей Иванович — стольник (1688—1692), владелец населённого имения (1699)[1][3].